# صوم ثلاثة أيام من كل شهر
صوم ثلاثة أيام من كل شهر هو أحد أنواع صوم التطوع من الصوم في الإسلام، وهو صوم ثلاثة أيام من كل شهر، ويدل على استحبابه حديث: «عن أبي هريرة رضي الله عنه قال: أوصاني خليلي ﷺ بثلاث: صيام ثلاثة أيام من كل شهر، وركعتي الضحى، وأن أوتر قبل أن أنام». قال ابن دقيق العيد: فيه دليل على تأكيد هذه الأمور بالقصد إلى الوصية بها، وصيام ثلاثة أيام قد وردت علته في الحديث، وهو تحصيل أجر الشهر، باعتبار أن الحسنة بعشر أمثالها، وقد ذكرنا ما فيه، ورأى من يرى أن ذلك أجر بلا تضعيف، ليحصل الفرق بين صوم الشهر تقديرا، وبين صومه تحقيقا. وفي الحديث دليل على استحباب صيام ثلاثة أيام من كل شهر، واستحباب صلاة الضحى، واستحباب صلاة الوتر.
وقد ورد في هذا الصيام أحاديث كثيرة، منها: عن أبي ذر قال: «قال رسول الله صلى الله عليه وسلم:» من صام من كل شهر ثلاثة أيام فذلك صيام الدهر«، فأنزل الله عز وجل تصديق ذلك في كتابه: {من جاء بالحسنة فله عشر أمثالها} اليوم بعشرة أيام» ويجوز للإنسان أن يصومها في أول الشهر أو وسطه أو آخره، ويصومها متتابعة أو مفرقة، لقول عائشة زوج الرسول صلى الله عليه وسلم عن صيام الرسول لهذه الأيام الثلاث: «لم يكن يبالي من أي أيام الشهر يصوم»

## حكمه
صوم ثلاثة أيام من كل شهر هو نوع من أنواع صيام التطوع في الشريعة الإسلامية، بحيث يصوم الإنسان ثلاثة أيام من كل شهر قمري، ويقصد بصيام التطوع: كل صوم ليس بواجب، فمن فعله تحصل على الأجر الموعود، ومن تركه لم يأثم، ويؤدى في غير رمضان، فهو مختلف عن صيام شهر رمضان، وصيام الكفارة، وصيام النذر، لأن هذه الأنواع واجبة إما بإيجاب الله أو بإيجاب الإنسان على نفسه.
يستحب للمسلم أن يصوم ثلاثة أيام من كل شهر، ولا يجب ذلك عليه، وذلك لأن الرسول محمدا صلى الله عليه وسلم قد أوصى به، ولما في ذلك الصيام من أجر عظيم في الشريعة الإسلامية، فحكم هذا الصيام في الشريعة الإسلامية: مندوب، والمندوب هو: ما يثاب على فعله ولا يعاقب على تركه.

## الأحاديث الواردة فيه
صوم ثلاثة أيام من كل شهر ورد في عدة أحاديث عن الرسول محمد صلى الله عليه وسلم، ومنها:
- قال الرسول صلى الله عليه وسلم: «صوم ثلاثة أيام صوم الدهر كله».[7]
- عن أبي ذر قال: «قال رسول الله صلى الله عليه وسلم:» من صام من كل شهر ثلاثة أيام فذلك صيام الدهر«، فأنزل الله عز وجل تصديق ذلك في كتابه: {مَنْ جاءَ بِالْحَسَنَةِ فَلَهُ عَشْرُ أَمْثالِها} اليوم بعشرة أيام».[3]
- عن أبي هريرة رضي الله عنه، قال: "أوصاني خليلي صلى الله عليه وسلم بثلاث: "صيام ثلاثة أيام من كل شهر، وركعتي الضحى، وأن أوتر قبل أن أنام".[8]
- عن أبي ذر قال: «أمرنا رسول الله ﷺ أن نصوم من الشهر ثلاثة أيام البيض: ثلاث عشرة وأربع عشرة وخمس عشرة».[9]

## صفة الصيام
يجوز للإنسان أن يصوم هذه الأيام الثلاثة في بداية الشهر أو وسطه أو آخره، ويصومها متتابعة أو متفرقة، فعن معاذة العدوية أنها سألت عائشة زوج النبي صلى الله عليه وسلم: «أكان رسول الله صلى الله عليه وسلم يصوم من كل شهر ثلاثة أيام؟» قالت: «نعم»، فقلت لها: «من أي أيام الشهر كان يصوم؟» قالت: «لم يكن يبالي من أي أيام الشهر يصوم».

### العلاقة بين صوم ثلاثة أيام وصوم أيام البيض
الشريعة الإسلامية تقرر أنواعا من صيام التطوع، منها: صوم أيام البيض، ويقصد به: صيام أيام (13،14، 15) من كل شهر، وقد جاء الترغيب في صيامه في الحديث، عن ابن ملحان القيسي، عن أبيه، قال: كان رسول الله صلى الله عليه وسلم يأمرنا أن نصوم البيض ثلاث عشرة، وأربع عشرة، وخمس عشرة، قال: وقال «هن كهيئة الدهر». وهذا الصيام ليس هو نفس صيام ثلاثة أيام من كل شهر، ولكن الأفضل أن يُجمع بين الأجرين، مع جواز أن يصوم ثلاثة أيام من كل شهر في أي يوم شاء غير هذه الأيام.